# Csillagmotor

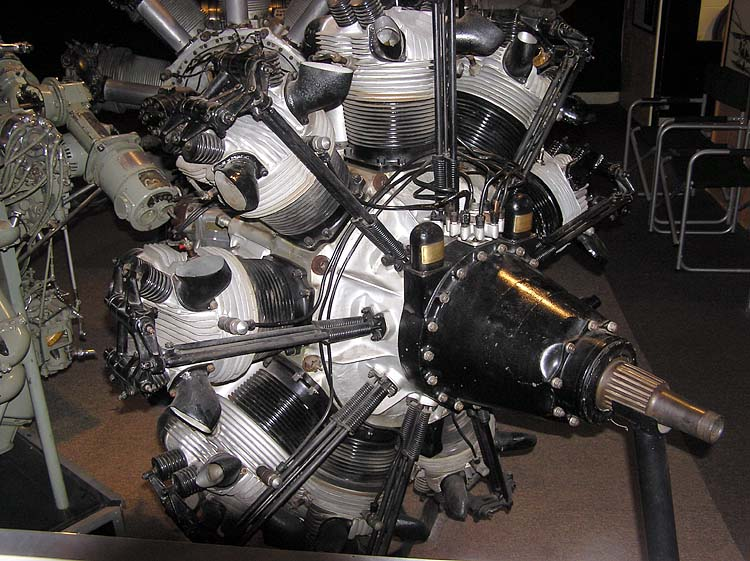
Bristol Mercury csillagmotor (az 1930-as évekből)

A csillagmotor egy speciális dugattyús belső égésű motor fajta, amelynél a hengerek egy síkban, körben helyezkednek el. A hengerek elhelyezkedése a csillag alakzatra emlékeztet, innen az elnevezés. Elsősorban repülőgépeken és helikoptereken alkalmazzák, de beépítették harckocsikba és autókba is.

## Jellemzői
A négyütemű egysoros csillagmotorok minden esetben páratlan hengerszámmal készülnek, a gyújtási problémák kiküszöbölése érdekében. Páros hengerszámot vizsgálva belátható, hogy ebben az esetben a gyújtási sorrendet nem lehet úgy megalkotni, hogy az egyes gyújtások közötti szögelfordulás azonos legyen, miközben minden hengerre gyújtás is essen a körfolyamatban. Ez a motort egyenetlen járásnak, rázkódásnak, esetleg rezonancia-frekvencia kialakulásának tenné ki, ami a motor gyors tönkremenetelét okozhatná. A képen látható öthengeres csillagmotor mozgását figyelve belátható, hogy csakis páratlan számú hengerszám esetén lehet kettesével "ugrálva" végigjutni az összes hengeren, miközben minden "ugrás" szögelfordulása azonos, ezzel válik egyenletes körjárásúvá a motor. A kétütemű csillagmotoroknál nincs akadálya a páros számú henger alkalmazásának. Négyütemű csillagmotorok esetében a páros hengerszám oly módon lehetséges, hogy egymás mögé több hengerkoszorút építenek egy közös tengelyre (miközben a gyújtássorrendet egymáshoz képest is eltolják, így biztosítva a még egyenletesebb kör-együttjárást). A dugattyúkhoz kapcsolt hajtókarok közül egy minden esetben közvetlenül csapággyal van rögzítve a forgattyús tengelyre, amelyhez csapágyazott csapos illesztéssel kapcsolódnak a további dugattyúk hajtókarjai. A csillagmotor további mechanikus jellemzői gyakorlatilag megegyeznek az Otto-motor esetében megismert jellemzőkkel.

## Fajtái

A csillagmotor működési elve

A korai kísérleteknél még a forgómotor elrendezés volt az általános, ahol a forgattyús tengely volt rögzített pozícióban, és a hengerek, illetve az egész motor forgott el körülötte. Hamar rájöttek a mérnökök, hogy a megbízhatóság és a teljesítmény alatta marad a vártnak. Ekkor született meg a ma is ismert belső forgattyús elrendezésű csillagmotor. A csillagmotort elsősorban repülőgépek hajtására használták/használják, és készült forgómotoros repülőgép is, amelynél a légcsavar a forgó hengerekhez volt erősítve. Ennek a megoldásnak az elsőrendű célja az volt, hogy a repülőgép aerodinamikájából adódó különböző áramlások miatti, a hengereken fellépő hűtési különbségeket kiküszöböljék. Ez után kialakítható volt a részben burkolt kivitel is, ami a repülőnek jobb légellenállási értéket adott. A hűtés egészen jónak volt mondható, de télen és nedves környezetben már bőven jelentkeztek ezen elrendezés negatívumai is. A belső forgattyús megoldás viszont kiállta az idők próbáját, jó példa erre a még napjainkban is üzemelő An–2-es repülőgép.
A négyütemű csillagmotorokban a hengersorok hengerszáma 3-tól 9-ig terjed, de készült 11 hengeres motor is (Clerget 11Eb).
2 darab 24 hengeres vízhűtéses csillagmotort használtak pl. a Junkers Ju 288 nehézbombázóban, ahol hat darab négyhengeres csillagmotort építettek sorba, 2500 lóerős teljesítményt elérve, míg a négy darab hathengeres csillagmotorból kialakított változat teljesítménye 3750 lóerő volt.
Készült csillag elrendezésű motor több speciális felhasználási területre is, így pl. traktor pulling, ahol a hengerek vízhűtést kaptak, és közvetlenül egymás mögött helyezkednek el a hengersorok. A legnagyobb ma ismert üzemben lévő ilyen motor 42 hengeres (6 darab 7 hengeres motor egymás mögött), ráadásul turbódízel üzemű.
Érdekességképpen néhány adat erről a motorról:
- szelepek száma: hengerenként 4
- injektorok: közvetlen befecskendezésű 9 lyukas; a befecskendezési nyomás 1000 bar
- lökettérfogat: 143 500 cm³
- fogyasztás: 800 l/h
- legnagyobb nyomaték: 15 000 Nm
- legnagyobb teljesítmény: kb. 8000 LE
- maximális fordulatszám: 2500 1/min
- turbónyomás: 2,1 bar
- átmérő: kb. 1,6 m
- hossz: 2 m
- tömeg: kb. 3800 kg.

A motort 1995-ben építették az ausztriai Heligigenbergben, és traktorvontató sportban használják.
Különlegességként építettek motorkerékpárba is 7 hengeres csillagmotort hosszában és keresztben elhelyezve is, de ennek gyakorlati értelme nem volt.
Modellekhez készítenek ilyen motorokat a mai napig 50-215 cm³ lökettérfogattal.

## Előnyei
A csillag elrendezésből eredően folyamatosabb nyomatékot és egyenletesebb járást biztosít ez a motorfajta, amely tulajdonság a repülőgépek hajtásánál kiemelkedően fontos. A repülőgépek esetében előnyös még az a tény is, hogy a csillagmotor beépítésével rövidebb lehet a géptörzs, illetve megoldható, hogy két csillagmotort építenek egymás mögé, közös tengelyre, így erejük megsokszorozható anélkül, hogy a repülőgép motortere indokolatlanul hosszú lenne. A kihajtás lehet közvetlen, de gyakoribb, hogy a forgattyúsház eleve tartalmazza a reduktort, amely fogaskerekes áttételen keresztül csökkenti a kihajtás tengelyén a fordulatszámot. Így elérhető, hogy a motor a teljesítmény szempontjából kedvezőbb magasabb fordulatszámon dolgozik, míg az általa megforgatott légcsavar csak a szükséges és biztonságos fordulatszám-tartományban üzemel.  Nagy előnye mind a polgári, mind a katonai repülőgépeknél, hogy a hűtőrendszer hiánya sérülésállóbbá, biztonságosabbá teszi a repülőgépet.

## Hátrányai

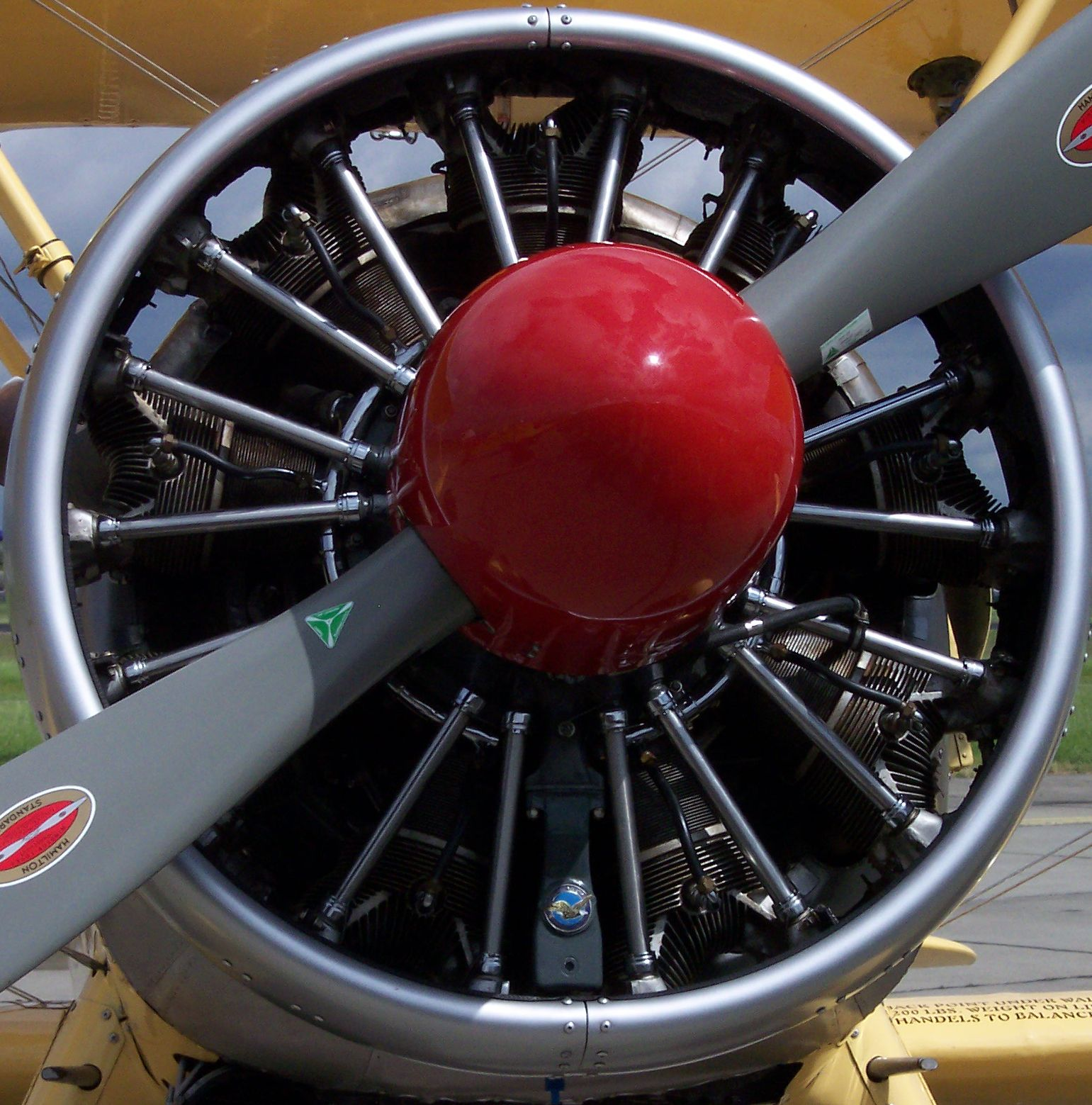
Townend-gyűrű egy Pratt & Whitney R–985 csillagmotoron

Hosszabb állásidő elteltével az alsó hengerekbe folyik a kenőolaj, ami gondot okozhat a következő indítási műveletnél. A lefolyt olaj eltömíti a gyújtógyertyák szikraközeit, megakadályozva ezzel a gyújtást és az adott henger működését. A komolyabb probléma ebben az esetben a folyadékok összenyomhatatlanságából ered, miszerint a felső hengerek beindulásával dolgozni kényszerítik az alsó hengereket is, amelyekben ott a felgyűlt olaj. Ekkor durva hidraulikus ütést kaphat a hajtórúd, ami súlyos esetben akár el is törhet vagy károsíthatja a forgattyúsházat. Ezen jelenség elkerülésére szokás a csillagmotorokat indítás előtt kézzel átforgatni, és a leeresztő csapokon keresztül a felesleges olajat kiengedni. Hátránya még a viszonylag nagy homlokellenállás, mivel csak igen széles repülőgéptörzsben lehet elrejteni a körben kiálló hengereket, ami persze csökkenti az elérhető maximális sebességet. A Townend-gyűrű, majd az áramvonalas NACA-burkolat megoldotta ezt a problémát, ami a második világháborús vadászgépeknél volt döntő fontosságú. A két- vagy többsoros csillagmotor hátrányai közé sorolható még az egyenetlen hűtés is, mert ebben az esetben az első hengersor hűtése sokkal intenzívebb, mint a hátsó sor(ok)ban lévő hengereké. Az adott beépítési hely (repülőgép törzse) is fokozza az egyenetlen hűtés fellépését a törzs körül fellépő turbulenciák, légáramlatok változása miatt. Ezért ha kettőnél több csillagmotort tesznek közös tengelyre egymás mögé, még fokozottabban jelentkezik az egyenetlen hűtés problémája, amit külön hűtőlevegő hozzávezetésével lehet csak megoldani.